# LKW-Durchfahrtsverbot

Zeichen 250 der StVO verbietet die Durchfahrt mit Fahrzeugen generell und ist häufig im Straßenverkehr zu finden.

Die Anordnung eines Durchfahrtsverbotes bedeutet eine eingeschränkte Befahrbarkeit einer dem öffentlichen Verkehr gewidmeten Straße.

## Gründe für die Einführung

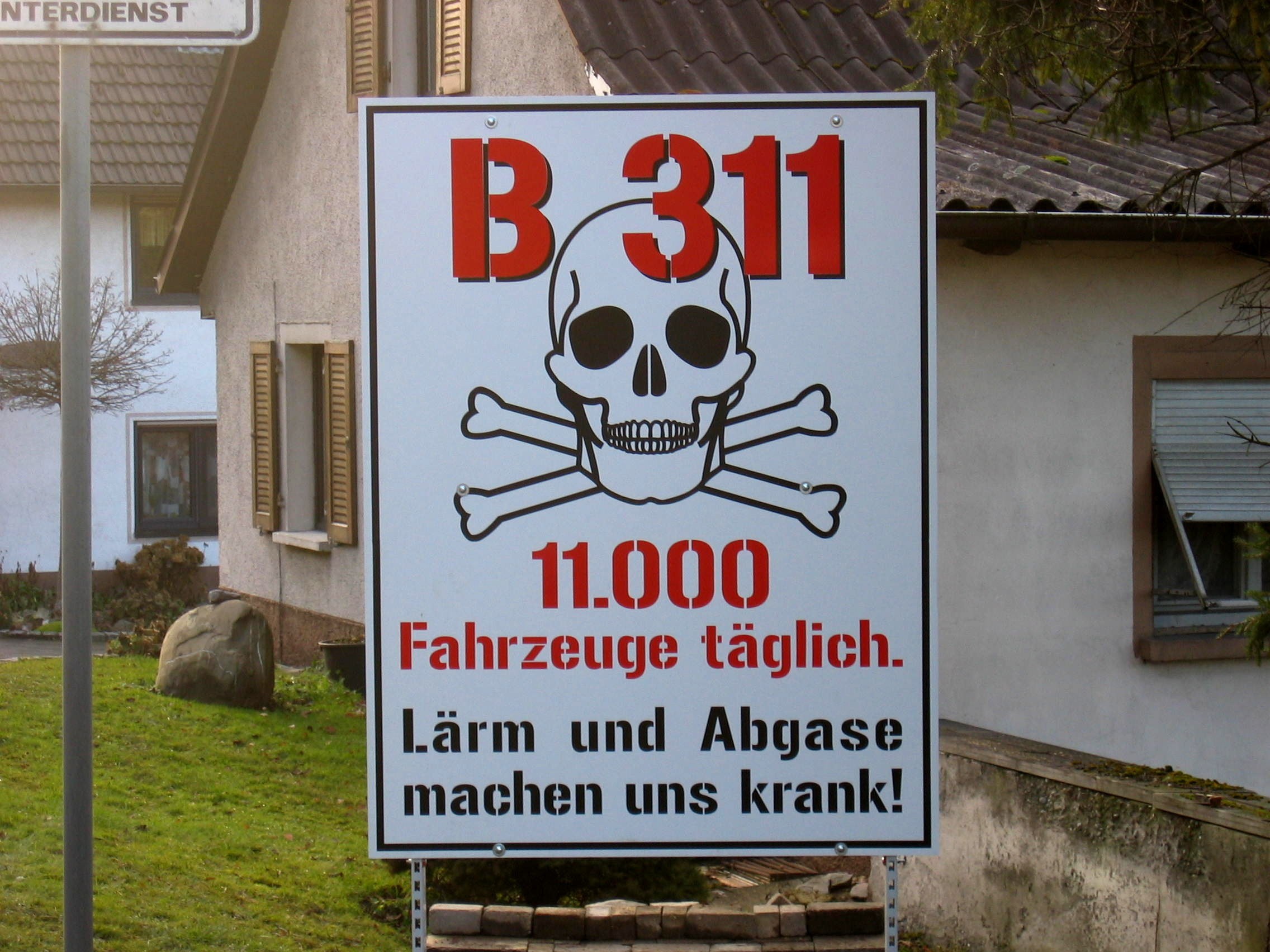
In zahlreichen Gemeinden demonstrieren Anwohner gegen die hohe Verkehrsbelastung.

In erster Linie werden Durchfahrtsverbote angeordnet, um an stark belasteten Straßen eine Verkehrsentlastung zu erreichen und so die Lebensqualität der Anwohner zu verbessern.
Wird eine Innerortsstraße vom Verkehr entlastet, dann bedeutet das für die Anwohner in der Regel weniger Lärm, weniger Belastungen durch Abgase und Feinstaub, eine Verbesserung der Verkehrssicherheit und höherwertige Grundstücke.
Außerdem ist zu erwarten, dass sich der Verkehrsfluss für die übrigen Straßenverkehrsteilnehmer verbessert.
Innerhalb der Europäischen Union sehen einige Städte die Einführung von Durchfahrtsverbot als wichtiges Instrument, um eine seit 2005 geltende EU-Richtlinie zu erfüllen, wonach es pro Jahr nicht mehr als 35 Tage geben dürfe, bei denen die Feinstaubbelastung mehr als 50 Mikrogramm pro Kubikmeter Luft erreicht.
Das Thema Durchfahrtsverbote hat in Deutschland besonders im Jahr 2005 Beachtung gewonnen, als auf deutschen Autobahnen die Lkw-Maut eingeführt wurde und auf parallel verlaufenden Bundesstraßen durch Ausweichverkehre höhere Verkehrsbelastungen zu erwarten waren. Mit dem Durchfahrtsverbot könne nun auch der Ausweichverkehr verhindert werden, so eine Argumentation. Allerdings ergeben sich daraus oft Probleme z. B. für Besitzer von Wohnmobilen.

## Rechtliche Situation in Deutschland

Verkehrszeichen 253 (Deutschland): Verbot für Kraftfahrzeuge über 3,5 t

Die Anordnung einer beschränkten Befahrbarkeit einer dem öffentlichen Verkehr gewidmeten Straße kann sich aus dem Straßenwegerecht und dem Straßenverkehrsrecht ergeben.
Das Bundesverwaltungsgericht hat mit einem Urteil vom 13. März 2008 die Voraussetzungen für die Anordnung eines Durchfahrtsverbotes präzisiert. So können nach § 45 Abs. 9 Satz 3 StVO zum Schutz der Wohnbevölkerung vor Lärm und Abgasen und aus Gründen der Sicherheit und Ordnung des Verkehrs Beschränkungen und Verbote des fließenden Verkehrs bei erheblichen Auswirkungen mautfluchtbedingt veränderter Verkehrsverhältnisse angeordnet werden. Anhaltspunkte, wann die Belastung ausreichend für die Schaffung eines sogenannten Lkw-Durchfahrtsverbotes ist, gibt die Bundes-Immissionsschutzverordnung.
Als Sachverständige in Stuttgart anmerkten, dass ein Lkw-Durchfahrtsverbot im Plangebiet nicht flächendeckend wirkte, nahm das Verwaltungsgericht Stuttgart zum Stuttgarter Aktionsplan Stellung und bezeichnete ein Lkw-Durchfahrtsverbot als grundsätzlich geeignete kurzfristige Maßnahme. Denn wenn die Anordnung auch nicht flächendeckend wirke, entscheidend sei – auch aus Gründen der Verhältnismäßigkeit – eine verbesserte Luftqualität an besonders stark belasteten Bereichen.
Mit der Änderung der Straßenverkehrsordnung zum 1. Januar 2006 wurden das Zusatzschild „Durchgangsverkehr“ und das Zusatzschild „12 t“ eingeführt, welche das Zeichen 253 „Verbot für Kraftfahrzeuge (Sinnbild Lkw)“ ergänzen können.

## Probleme

Signal 2.07 (Schweiz): Verbot für Lastwagen

Die Interpretation des Verbotszeichen ist von Land zu Land abhängig: Das Verbotszeichen 253 in Deutschland ist ein „Verbot für Kraftfahrzeuge mit einem Zulässigen Gesamtgewicht über 3,5 t, einschließlich ihrer Anhänger, und Zugmaschinen, ausgenommen Personenkraftwagen und Kraftomnibusse“, somit sind auch Wohnmobile über 3,5 t und ähnliches von einem solchen Verbot betroffen. Das analoge Zeichen in Österreich bezieht sich auf die Zulassungsart Lkw; das Signal 2.07 in der Schweiz wiederum bezieht sich auf  alle Motorwagen und Sattelmotorfahrzeuge, deren Gesamtgewicht 3,5 t übersteigt; allerdings sind Gesellschaftswagen (Omnibusse) hiervon ausgenommen.